# Теорема Каулинга
Теоре́ма Ка́улинга — теорема о невозможности стационарного осесимметричного МГД-динамо. Другими словами, двумерные или осесимметричные поля скорости проводящей жидкости не могут генерировать постоянно растущее магнитное поле.

## Формулировка теоремы
Стационарное осесимметричное динамо невозможно.

### Дипольное поле
В осесимметричном поле существует линия O-типа (нейтральная), на этой линии поле равно нулю.
{\displaystyle B={\frac {1}{r^{3}}}}
Пусть поле линейно растет с увеличением R
{\displaystyle (\mathrm {rot} {\vec {B}})_{\varphi }={\frac {\partial B_{r}}{\partial z}}-{\frac {\partial B_{z}}{\partial r}}\neq 0,\ {\vec {j}}_{\varphi }\neq 0}
{\displaystyle \oint \limits _{O}{\vec {j}}_{\varphi }\,{\vec {dl}}=2\pi R{\vec {j}}_{\varphi }\neq 0}
{\displaystyle \oint \limits _{O}{\vec {j}}_{\varphi }\,{\vec {dl}}=\sigma \oint \limits _{O}\left[{\vec {E}}+{\frac {{\vec {v}}\times {\vec {B}}}{c}}\right]\,{\vec {dl}}}
Пусть {\displaystyle \left[{\vec {v}}\times {\vec {B}}\right]\neq 0}, тогда {\displaystyle v_{z}B_{\varphi }-v_{\varphi }B_{z}\neq 0}, но на линии O и {\displaystyle v_{\varphi }}, и {\displaystyle B_{z}} равны нулю, следовательно, наше предположение неверно, то есть {\displaystyle \left[{\vec {v}}\times {\vec {B}}\right]=0}. Тогда имеем
{\displaystyle \oint \limits _{O}{\vec {j}}_{\varphi }\,{\vec {dl}}=\sigma \oint \limits _{O}{\vec {E}}\,{\vec {dl}}=\sigma \int \mathrm {rot} {\vec {E}}\,{\vec {ds}}=-{\frac {\sigma }{c}}\int {\frac {\partial {\vec {B}}}{\partial t}}\,{\vec {ds}}=-{\frac {\sigma }{c}}{\frac {d\Phi }{dt}}}
где введено обозначение для потока магнитного поля через контур:
{\displaystyle \Phi =\int \limits _{0}^{R}2\pi rB_{z}\,dr}
Таким образом, имеем неравенство
{\displaystyle {\frac {d\Phi }{dt}}\neq 0}
то есть поток нестационарен, что противоречит определению линии О, откуда можно сделать вывод, что первоначальное предположение неверно, и в дипольном поле существование динамо невозможно.

### Тороидальное поле
Рассмотрим тороидальное магнитное поле
{\displaystyle B_{\varphi }\neq 0}
{\displaystyle {\frac {d}{dt}}\left({\frac {B_{\varphi }}{r\rho }}\right)={\frac {c^{2}}{4\pi \sigma \rho r}}\left\{{\frac {\partial }{\partial r}}\left[{\frac {1}{r}}{\frac {\partial }{\partial r}}\left(rB_{\varphi }\right)\right]+{\frac {\partial ^{2}B_{\varphi }}{\partial z^{2}}}\right\}}
где
{\displaystyle {\frac {c^{2}}{4\pi \sigma \rho r}}} — коэффициент диффузии.
Сравнивая с уравнением диффузии понимаем, что динамо невозможно.

## Существующие динамо
Если условия теоремы не выполняются (то есть поле скорости трёхмерно), то генерация магнитного поля возможна. Существуют многочисленные аналитические и экспериментальные примеры:
- Динамо Пономаренко — винтовое динамо.
- ABC-динамо
- Динамо Гайлитиса — первый успешный динамо-эксперимент.